# Europese Centrale Bank

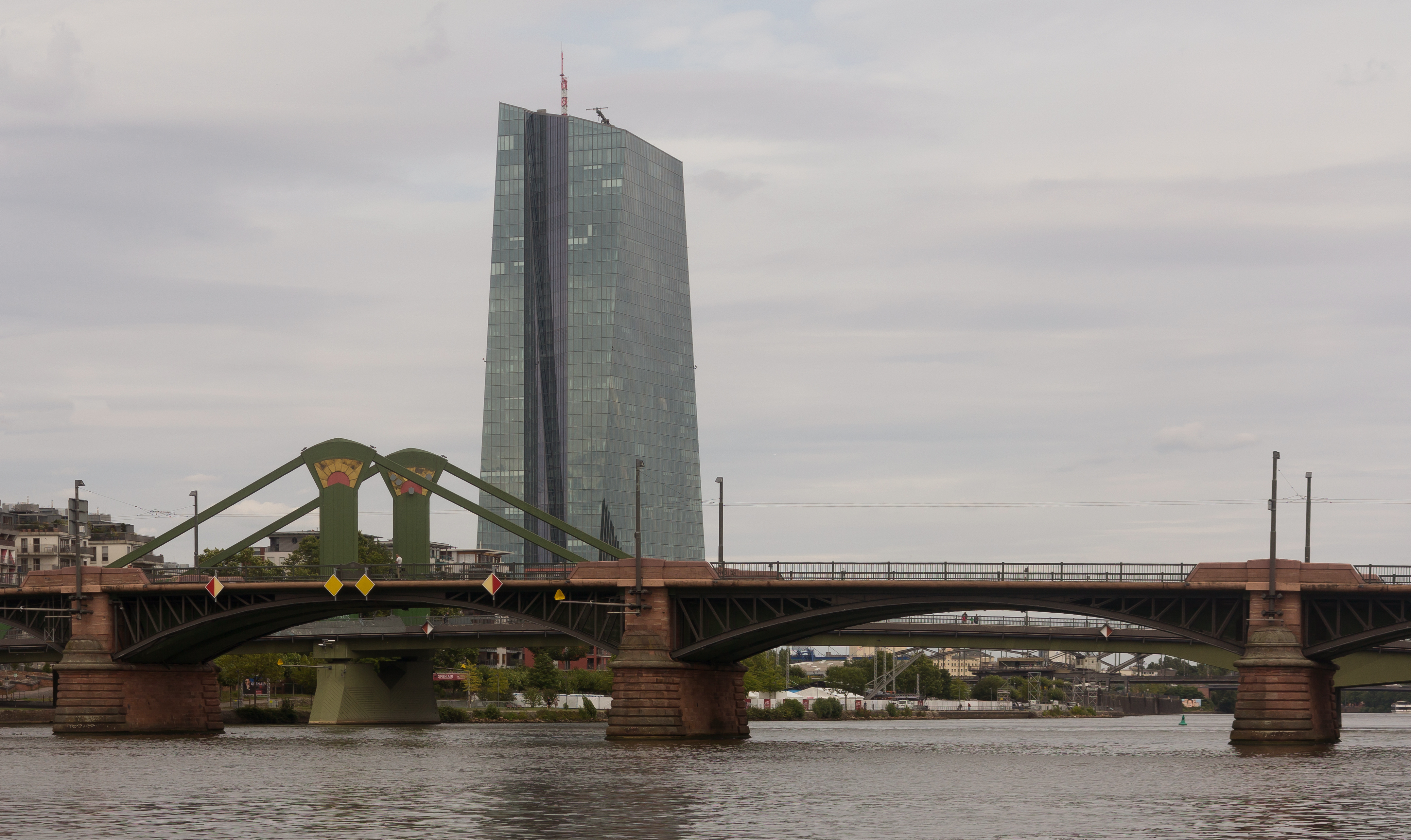
De Europese Centrale Bank vanaf de Alte Mainbrücke

De Europese Centrale Bank (ECB) is de centrale bank van de Economische en Monetaire Unie. Het is tevens een van de zeven instellingen van de Europese Unie. De voornaamste taak van de ECB is het behouden van de prijsstabiliteit in de eurozone.
De ECB heeft geen directe invloed op stijgende prijzen maar zij hebben wel een instrument om de inflatie indirect te beïnvloeden. Dat is de rente. De rente werkt als het gas- of rempedaal van de economie.
Door een renteverhoging zullen de prijzen dalen, of in ieder geval minder snel stijgen. Door een renteverlaging zullen de prijzen sneller stijgen. Een rentestijging betekent dat het duurder wordt om geld te lenen waardoor mensen minder geld te besteden hebben. Dit heeft tot gevolg dat de economie wordt afgeremd waardoor prijzen minder snel zullen stijgen.
De ECB en de centrale banken van landen die de euro hebben aangenomen vormen een entiteit, "eurosysteem" genaamd. Zolang er nog lidstaten van de Europese Unie zijn die de euro niet hebben aangenomen, moet er onderscheid worden gemaakt tussen het eurosysteem, waarvan negentien landen deel uitmaken, en het Europees Stelsel van Centrale Banken (ESCB), dat uit achtentwintig landen bestaat.
De ECB is op 1 juni 1998 opgericht ter vervanging van het Europees Monetair Instituut (EMI), dat tot op dat moment een centrale rol had gespeeld bij de voorbereiding van de komst van de euro, die op 1 januari 1999 heeft plaatsgevonden.
De zetel van de Europese Centrale Bank bevindt zich in Frankfurt am Main (Duitsland) en heeft werknemers in dienst die uit alle lidstaten van de Europese Unie afkomstig zijn.

## Taken
Hoofddoelstelling van de ECB (en van het eurosysteem, de samenwerking tussen de ECB en de nationale centrale banken van het eurogebied) is het waarborgen van voldoende prijsstabiliteit in de eurozone, zodat de koopkracht van de euro voldoende behouden blijft. De ECB heeft de hoofddoelstelling kwantitatief gedefinieerd, zodat het publiek kan beoordelen of het beleid ten aanzien van de eenheidsmunt succesvol is. Prijsstabiliteit is hierin gedefinieerd als, op de middellange termijn, een jaarlijkse stijging van de prijzen van onder, maar dicht bij 2%. Dicht bij 2% dient als buffer tegen deflatie.
Bij het bepalen van het juiste beleid daarvoor, worden twee analyses verricht:
- een monetaire analyse: vooraanstaande rol is toegewezen aan de geldhoeveelheid. Inflatie wordt gezien als een gevolg van het feit dat de beschikbare geldhoeveelheid te groot is in verhouding tot het aanbod van goederen en diensten;
- een economische analyse: een beoordeling op basis van allerlei indicatoren en perspectieven ten aanzien van prijsontwikkelingen en risico's voor de prijsstabiliteit in de eurozone (zoals salarissen, wisselkoersen, rentekoersen op lange termijn en diverse maatregelen ten aanzien van economische bedrijvigheid).

### Monetair toezicht
De Europese Centrale Bank (ECB) vormt de spil van het eurosysteem. De bank garandeert dat de taken waarvoor zij verantwoordelijk is, worden gerealiseerd via eigen activiteiten of via de nationale centrale banken die aan het systeem deelnemen.
Met het oog op de basisdoelstelling (het garanderen van prijsstabiliteit) zijn de belangrijkste taken van de ECB:
- het monetair beleid in de eurozone bepalen en ten uitvoer leggen;
- valutamarktoperaties verrichten, de officiële valutareserves van de landen in de eurozone aanhouden en beheren;
- bankbiljetten uitgeven in de eurozone.

#### Monetaire beleidsinstrumenten
De Raad van Bestuur stelt maandelijks de rentetarieven vast waartegen handelsbanken geld (dus liquide middelen) kunnen lenen bij de ECB. Het belangrijkste rentetarief is de refirente (Engels: main refinancing rate of minimum bid rate), de rente die banken minimaal moeten betalen als zij geld lenen van het eurosysteem in de zogenaamde openmarkttransacties. De belangrijkste openmarkttransactie is de 'basis-herfinancieringstransactie' (Engels: main refinancing operation). Deze vindt eenmaal per week plaats en heeft een looptijd van één week. In alle operaties waarbij banken geld lenen van de ECB, moet men onderpand geven, bijvoorbeeld in de vorm van staats- of bedrijfsobligaties. De openmarkttransacties vinden (in normale tijden) plaats in de vorm van veilingen (tenders) waarbij banken, via de nationale centrale bank in het land waar ze gevestigd zijn, aangeven hoeveel ze willen lenen en welke rente ze bereid zijn daarvoor te betalen, met de refirente als ondergrens (vandaar dat het ook wel de 'minimum bid rate' wordt genoemd). De ECB maakt een lijst van deze biedingen, met het beste bod bovenaan. Vervolgens wordt de liquiditeit die men maximaal wil toedelen, toebedeeld aan de hand van deze lijst (de beste biedingen het eerst).
Omdat de banken in het eurogebied voor hun behoefte aan liquiditeit afhankelijk zijn van het geld van het eurosysteem/de ECB (mede vanwege een ander monetair beleidsinstrument, namelijk de minimumreserveplicht) en dus van deze open-markttransacties, beïnvloeden de tarieven van de ECB in belangrijke mate de tarieven op de geldmarkt.
Naast deze refirente stelt de Raad van Bestuur maandelijks ook het tarief vast voor de depositofaciliteit (deposit facility, de rente die banken vergoed krijgen als ze 'overnight' een teveel aan liquiditeit bij de ECB willen stallen) en het tarief voor de marginale beleningsrente (marginal lending facility, de rente die banken moet betalen als ze 'overnight' geld willen lenen bij de ECB). Het tarief voor de 'deposit facility' ligt doorgaans één procentpunt onder de refirente, het tarief voor 'marginal lending facility' ligt doorgaans één procentpunt boven de refirente. Deze tarieven vormen respectievelijk de bodem en het plafond voor de tarieven op de geldmarkt.

### Bankentoezicht
Tijdens de eurozone-top van 29 juni 2012 werd afgesproken dat er een Europees toezichtmechanisme voor banken wordt ingevoerd. Effectief Europees bankentoezicht is als voorwaarde gesteld aan het introduceren van de mogelijkheid voor directe herkapitalisatie van banken door het Europees Stabiliteitsmechanisme (ESM). Het doel van directe ESM-steun aan banken is het afzwakken van de vicieuze cirkel waarin kwetsbare nationale overheden en kwetsbare banken elkaar besmetten.
De Europese Commissie heeft hiertoe op 12 september 2012 een voorstel gepresenteerd. In dit voorstel krijgt het ECB een nieuw orgaan, de Raad van toezicht, die het toezicht gaat uitvoeren. Hierbij wordt de toezichttaak functioneel gescheiden van de monetaire taak van de centrale bank. Uiteindelijk zal de ECB toezicht houden op alle 6.000 banken in de eurozone, maar het Europese toezicht wordt gefaseerd ingevoerd. Grote banken en banken die steun van de overheid hebben ontvangen of aangevraagd zullen als eerste worden opgenomen. Niet-eurolidstaten hebben de mogelijkheid vrijwillig mee te doen aan het Europees bankentoezicht, een zogenaamde `opt-in' mogelijkheid.
In de maanden daarna zijn uitgebreide discussie gevoerd over welke banken onder het toezicht gaan vallen, hoe het toezicht gereguleerd wordt en vanaf wanneer het toezicht in gaat. Frankrijk wilde alle banken onder Europees toezicht plaatsen, terwijl Duitsland lange tijd helemaal tegen Europees toezicht was. Medio december 2012 zijn de ministers van Financiën van de 27 EU-landen het eens geworden. In eerste instantie vallen circa 200 grote banken, met een balanstotaal van meer dan € 30 miljard, onder het nieuwe toezicht waaronder ook de Nederlandse banken ING Groep, Rabobank, ABN Amro en SNS Reaal.
Sinds 4 november 2014 is de ECB effectief toezichthouder van de banken in de eurozone. Zij oefent sindsdien het directe bancaire toezicht uit over de ongeveer 120 grootste financiële instituten in de eurozone; die gezamenlijk ongeveer 85% van de bancaire activa beheren. Het directe bancaire toezicht op alle overige banken in de eurozone (meer dan 6.000 in de eurozone alleen) wordt uitgeoefend door de nationale toezichthouder. De ECB heeft echter ook over deze banken de uiteindelijke toezichthoudende bevoegdheid. Zij heeft het recht om in te grijpen bij deze banken wanneer zij dit nodig vindt en om aanwijzingen te geven en hen onder direct toezicht te plaatsen van de ECB. Bij de ECB werken ongeveer duizend medewerkers voor het bankentoezicht onder leiding van de Française Danièle Nouy.

### Overige taken
Daarnaast is de ECB verantwoordelijk voor de volgende taken:
- een goede werking van grootbetalingssystemen bevorderen;
- de benodigde statistische gegevens verzamelen, hetzij bij nationale overheden hetzij rechtstreeks bij de economische subjecten (bijvoorbeeld financiële instellingen);
- overheden bijstaan in hun economische beleid.

Op het vlak van grootbetalingssystemen speelt de ECB een actieve rol door via het aanbieden van het TARGET-systeem op te treden als settlement service provider voor de Europese betalingssystemen van de EBA, aan de andere kant door toezicht te houden op het betalingsverkeer via Steps2, door de liquiditeitspool van de banken te beheren.

## Onafhankelijkheid
De bank geniet volledige onafhankelijkheid bij het uitvoeren van haar taken. De ECB, de nationale centrale banken van het eurosysteem (in Nederland de DNB, in België de NBB) en leden van de betreffende besluitvormingsorganen kunnen geen instructies van welke instelling dan ook vragen of accepteren. De Europese instellingen en de regeringen van de lidstaten zijn gehouden om dit beginsel te respecteren en mogen niet trachten de ECB of de nationale centrale banken te beïnvloeden.
De ECB werkt nauw samen met de nationale centrale banken om besluiten die door de besluitvormingsorganen (Raad van Bestuur, Directie en Algemene Raad) zijn genomen voor te bereiden en ten uitvoer te leggen.

## Organisatie

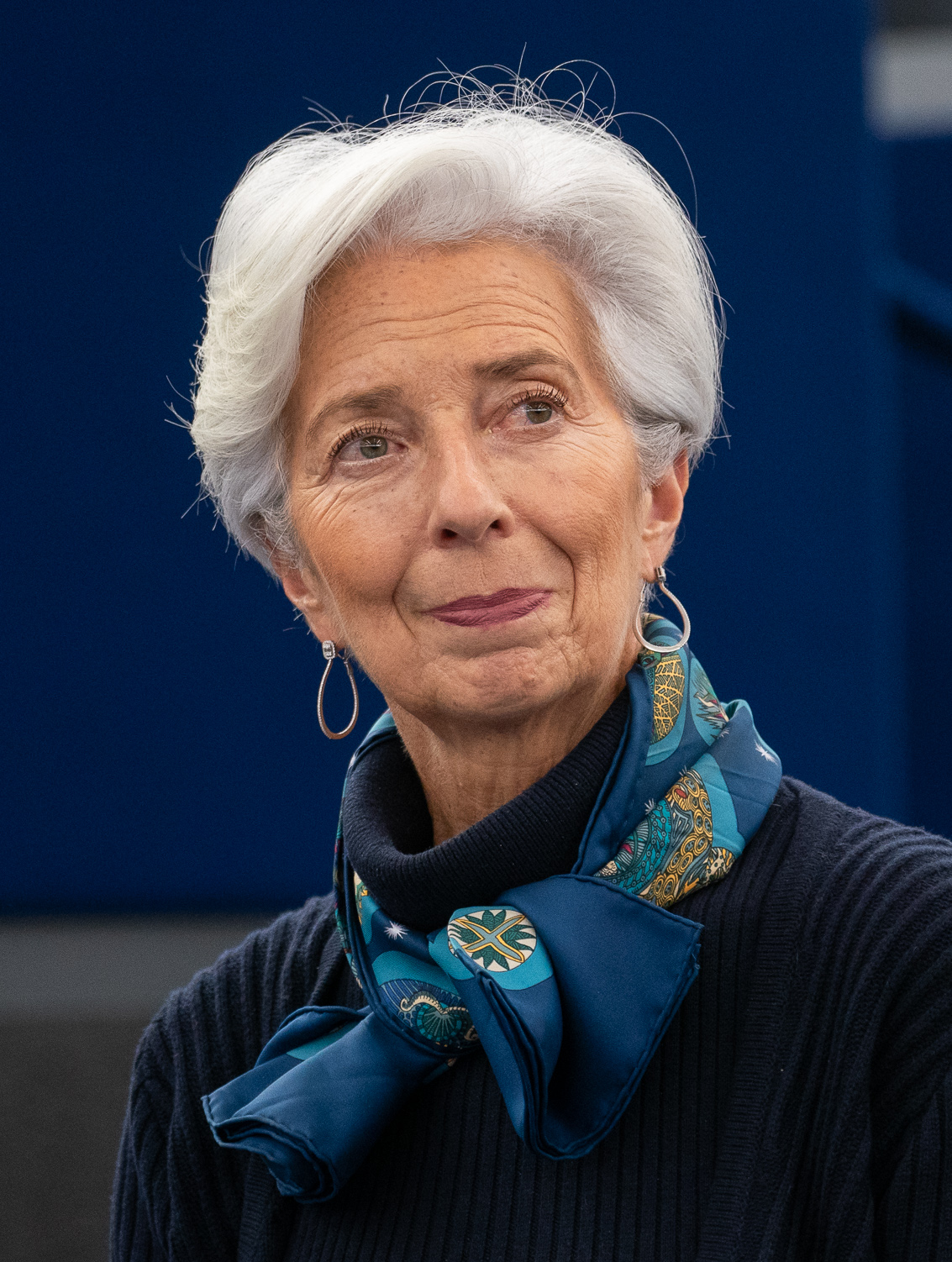
Christine Lagarde, president van de ECB sinds 1 november 2019

De president van de ECB en de vijf andere leden van de Directie worden benoemd door de lidstaten voor een ambtsperiode van acht jaar die niet kan worden verlengd.

### Raad van Bestuur
De Raad van Bestuur (Governing Council) is het hoogste besluitvormingsorgaan van de ECB. De Raad bestaat uit de zes leden van de Directie en de negentien presidenten van de centrale banken uit de eurozone. De president van de ECB is tevens de voorzitter. De Raad van Bestuur vergadert in de regel tweemaal per maand. Tijdens de vergadering die doorgaans plaatsvindt op de eerste donderdag van de maand, worden de belangrijkste rentetarieven vastgesteld.

### Directie
De Directie (Executive Board) bestaat uit de president en vicepresident van de ECB en vier andere leden. Deze worden in onderlinge overeenstemming benoemd door de staatshoofden en regeringsleiders van de landen die tot de eurozone behoren. Ten minste vier van de zes bestuurders dienen uit Duitsland, Frankrijk, Italië en Spanje afkomstig te zijn.
De Directie is belast met de tenuitvoerlegging van het monetair beleid dat door de Raad van bestuur is vastgesteld. De Directie bereidt daarnaast de vergaderingen van de Raad van bestuur voor en is verantwoordelijk voor het dagelijks bestuur van de ECB.
De eerste president van de ECB was Wim Duisenberg. Deze is eind 2003 opgevolgd door Jean-Claude Trichet. Mario Draghi volgde Jean-Claude Trichet op 1 november 2011 op. Sinds 1 november 2019 is Christine Lagarde president van de ECB. De eerste vicepresident was de Fransman Christian Noyer. Op 14 april 2002 werd de president van de Griekse Centrale Bank, Loukas Papadimos, door de Europese ministers van Financiën gekozen tot nieuwe vicepresident. Sinds 2009 is de Portugees Vítor Constâncio vicepresident. De vier andere huidige leden van het bestuur zijn de Belg Peter Praet, de Fransman Benoît Cœuré en de Duitse Sabine Lautenschläger als opvolger van Jörg Asmussen.
Na het aftreden van de Spanjaard José Manuel González Páramo ontstond in juni 2012 een vacature. De Europese leiders kunnen het echter niet eens worden over een opvolger. De Noord-Europeanen wilden de Luxemburger Yves Mersch, de Zuid-Europeanen, met name de Spaanse minister-president Mariano Rajoy, stonden op een Spanjaard. Na enige tijd kwam de discussie in feministisch vaarwater. De Luxemburger Yves Mersch werd in oktober 2012 door het Europees Parlement afgewezen omdat hij geen vrouw is. Tijdens de Europese top van 22-23 november in Brussel werd Mersch door de Europese regeringsleiders, tegen de wil van het Europees Parlement in, alsnog benoemd.

### Algemene Raad
De Algemene Raad (General Council) is het derde besluitvormingsorgaan van de bank. De Raad bestaat uit de president en vicepresident van de ECB en de 27 presidenten van de nationale centrale banken van de lidstaten van de Europese Unie. De Algemene Raad levert een bijdrage aan de adviserende en coördinerende taken van de ECB en aan de voorbereidingen met het oog op een eventuele uitbreiding van de eurozone.

## Kapitaal
Het kapitaal van de ECB is bijeengebracht door alle centrale banken van de Europese Unie. Tot december 2010 had de ECB een kapitaal van € 5,761 miljard. Hiervan is 70% bijgedragen door de centrale banken van het euro-gebied; de rest komt van niet-eurogebied centrale banken. Er is een verdeelsleutel opgesteld waarbij het aandeel van De Nederlandsche Bank is vastgesteld op 3,9882% ofwel een bedrag van € 230 miljoen. De vier grootste aandeelhouders in de ECB zijn de centrale banken van Duitsland, het Verenigd Koninkrijk, Frankrijk en Italië, met een respectievelijk aandeel van 18,9%, 14,5%, 14,2% en 12,5%. Per 28 december 2010 is het geplaatst kapitaal met € 5 miljard verhoogd tot € 10,761 miljard. De Nederlandse bijdrage stijgt hierdoor tot € 429 miljoen per 27 december 2012. De betaling vond plaats in drie gelijke termijnen; op 29 december 2010 werd de eerste termijn betaald en vervolgens eind 2011 en eind 2012.

## Rol van ECB bij de Europese staatsschuldencrisis
Sedert juli 2009 is de ECB ook betrokken bij het opkopen van obligaties van landen zoals Griekenland, Ierland, Portugal, Spanje, Italië alsmede leningen van hypotheekbanken in de landen. Het gaat daarbij om grote bedragen. Op 13 augustus 2011 werd er bijvoorbeeld voor een recordbedrag van 22 miljard euro aangekocht in een poging om de stijgende rente voor die landen de kop in te drukken. Per 17 februari 2012 had de ECB voor € 283 miljard aan dergelijke leningen in portefeuille.

### Diverse grootschalige beleidsaanpassingen in 2010 en 2011
In de context van de Europese staatsschuldencrisis voerde de ECB een aantal opmerkelijke beleidswijzigingen door, die volgens analisten soms op gespannen voet stonden met in elk geval de strekking van de statuten van de ECB. Zo werden de eisen gesteld aan in onderpand gegeven leningen diverse malen versoepeld, en werd voor aanzienlijk langere termijnen geld geleend aan Europese banken. In november 2011 werd (overigens met gelijktijdige aflossing van een hoeveelheid aflopende leningen) € 489 miljard voor 3 jaar aan banken geleend ("Long Term Refinancing Operation") tegen een rente gelijk aan de "refi rate". De onmiddellijke aanleiding was de op dat moment bestaande crisis rond de Italiaanse staatsfinanciën (die tevens leidde tot het aftreden van premier Berlusconi), die had geleid tot zeer sterke koersdalingen van Italiaanse staatsleningen. Het effect ervan was zeer positief. Op 29 februari 2012 volgde een tweede soortgelijke LTRO.
Het opkopen van Griekse staatsleningen in 2010 leidde in februari 2012 tot complicaties toen de private crediteuren van Griekenland verzocht c.q. genoopt werden tot een gedeeltelijke kwijtschelding ("haircut") op hun bezittingen, en omwisseling van het restant in leningen met een fors lagere marktwaarde. De ECB wenste daaraan niet mee te werken, aangezien dit een vorm van financiering van overheden zou impliceren die in strijd met hun statuten zou zijn. De ECB wisselde haar leningen in voor formeel nieuwe leningen met overigens dezelfde modaliteiten, doch andere ISIN-codes (gestandaardiseerde identificatienummers).

### Juli 2012: aankondiging bereidheid tot desnoods omvangrijke steunverlening
Nadat de rendementsverschillen ("spreads") tussen perifere staatsleningen (vooral Spaanse) en Duitse staatsleningen in enkele weken sterk waren gestegen, tot een zodanig niveau dat gerede twijfel ontstond over de houdbaarheid van met name de Spaanse staatsschuld, zei de heer Draghi op 26 juli 2012 op een lezing in Londen dat de ECB bereid was om "alles te doen" om de euro in stand te houden:
Within our mandate, the ECB is ready to do whatever it takes to preserve the euro. And believe me, it will be enough.
 Hierna daalden deze spreads aanzienlijk.

### 5 juni 2014: verdere maatregelen van de ECB ter stimulering van de economie
Naast de gevolgen van de staatsschuldencrisis heeft de ECB ook te maken met gebrekkige economische groei in Europa en de dreigende deflatie. De Midden- en kleinbedrijven in Europa krijgen te weinig krediet van de banken.
Daarom kondigde de ECB op 5 juni 2014 een (tamelijk omvangrijk) pakket maatregelen aan om de economie te stimuleren en de in de ogen van de ECB te lage inflatie te verhogen:
- De beleidsrentes werden verlaagd; de deposit rate (de rente die banken ontvangen voor het aanhouden van tegoeden bij de ECB) werd hiermee negatief, voor het eerst in de geschiedenis van de ECB;[10]
- De toezegging om banken ongelimiteerd korter lopende leningen te verstrekken, werd verlengd van medio 2015 tot ultimo 2016;[11]
- Het steriliseren van de aankopen van staatsleningen in het kader van het SMP-programma werd beëindigd;[12]
- Er werd een programma aangekondigd van targeted LTROs ("TLTROs"): goedkope leningen aan banken voor het financieren van leningen aan ondernemingen en huishoudens (exclusief hypotheken): zie hieronder;
- Reeds aangekondigde plannen voor het opkopen van "asset backed securities" zouden verder worden uitgewerkt.[13]

De onmiddellijke aanleiding voor deze stappen was een verlaging van de inflatieramingen van de ECB, ten opzichte van ramingen van maart 2014.
Tot "volledige" kwantitatieve versoepeling kwam het niet.
De TLTROs zouden in twee fasen verstrekt worden. In de eerste fase konden banken tot september 2018 geld lenen (tegen een rente gelijk aan de "refi rate" plus 0,10%) tot een bedrag van 7% van hun leningen aan de "non financial private sector"(ondernemingen en huishoudens, doch exclusief hypotheken) met een maximum van € 400 miljard, gebaseerd op hun balansen per 30 april 2014. Dit zou in september en december 2014 geschieden. In de tweede fase zouden banken in de periode van maart 2015 tot juni 2016 op dezelfde condities geld kunnen lenen tot het drievoudige van de ontwikkeling van de leningen aan die sectoren gedurende de periode 1 april 2014-30 april 2016.

### 4 september 2014: aankondiging opkoopprogramma diverse typen leningen
Op 4 september 2014 kondigde de ECB behalve een (laatste) verdere verlaging van de beleidsrentes aan, in oktober te zullen starten met het opkopen van diverse typen leningen (doch geen staatsleningen); zie Kwantitatieve versoepeling. Eind oktober 2014 werden voor het eerst covered bonds gekocht, eind november voor het eerst asset-backed securities.

### 22 januari 2015: aankondiging opkoopprogramma staatsleningen
Op 22 januari 2015 kondigde de ECB aan, over te gaan tot het op grote schaal opkopen van staatsleningen en leningen van Europese supra-nationale instellingen, zie Kwantitatieve versoepeling. De balans werd tot ruim 6000 miljard verhoogd middels een opkoopprogramma van secundaire staatsleningen.

### 21 juli 2022: nieuw gereedschap om de stabiliteit binnen de eurozone te handhaven: TPI.
Op 21 juli 2022 bracht de ECB een nieuw stuk gereedschap in de openbaarheid. Het TPI: The Transmission Protection Instrument.
ECB voorzitter Christine Lagarde verklaarde dat het instrument er nu was in de gereedschapskist van de ECB. Maar ze zei er meteen bij dat ze hoopte dat het nooit zou worden gebruikt.
Het doel van het instrument is om tijdens de ingezette afbouw van de balanspositie van 6000 miljard, de renteverschillen tussen de eurolanden beheersbaar te houden.
In de pers werd de afkorting TPI meteen al voorzien van de spotnaam: To Protect Italy.
Toen in oktober 2023 het renteverschil tussen Duitsland en Italie bleef stijgen, kwam het al weer vergeten instrument, opnieuw in de belangstelling. 

## Naam van de ECB in diverse talen
De naam van de ECB wordt in de verschillende Europese talen anders afgekort. Deze afkortingen staan op de bankbiljetten, in plaats van de volledige naam in alle Europese talen. Zie ook Eurobankbiljetten#Beschrijving_van_de_eurobankbiljetten:
- BCE: Banque Centrale Européenne (Frans), Banco Central Europeo, Banca Centrale Europea, Banco Central Europeu
- ECB: European Central Bank (Engels), Europæiske Centralbank, Europese Centrale Bank (Nederland), Europeiska Centralbanken, Evropská Centrální Banka, Eiropas Centrālā Banka
- ЕЦБ: Европейската Централна Банка
- EZB: Europäische Zentralbank
- EKP: Euroopan Keskuspankki
- ΕΚΤ: Ευρωπαϊκή Κεντρική Τράπεζα
- EKB: Európai Központi Bank
- BĊE: Bank Ċentrali Ewropew
- EBC: Europejski Bank Centralny
- ESB: Europska Središnja Banka

## Onderzoek en publicaties
De bank voert economisch onderzoek uit, mede ter ondersteuning van het monetaire beleid, en publiceert daarover langs verschillende kanalen. De bulletins worden uitgegeven in het Engels, met een deel daarvan in Nederlandse vertaling via De Nederlandsche Bank: 
- Economisch Bulletin: informatie over de economische situatie en vooruitzichten, die de beslissingen inzake monetair beleid ondersteunt. Het bulletin verschijnt acht keer per jaar uit, twee weken na elke monetairbeleidsvergadering (vier keer per jaar in het Nederlands).
- Research Bulletin: maandelijkse selectie van onderzoek door ECB-economen.
- Financial Stability Review: analyse van mogelijke risico's voor de financiële stabiliteit in het eurogebied.
- Macroprudential Bulletin: toelichting van het beleid inzake kapitaalbuffers voor banken.
- Onderzoekspapers: allerhande studies op macroniveau.